# Giacomo Manzù

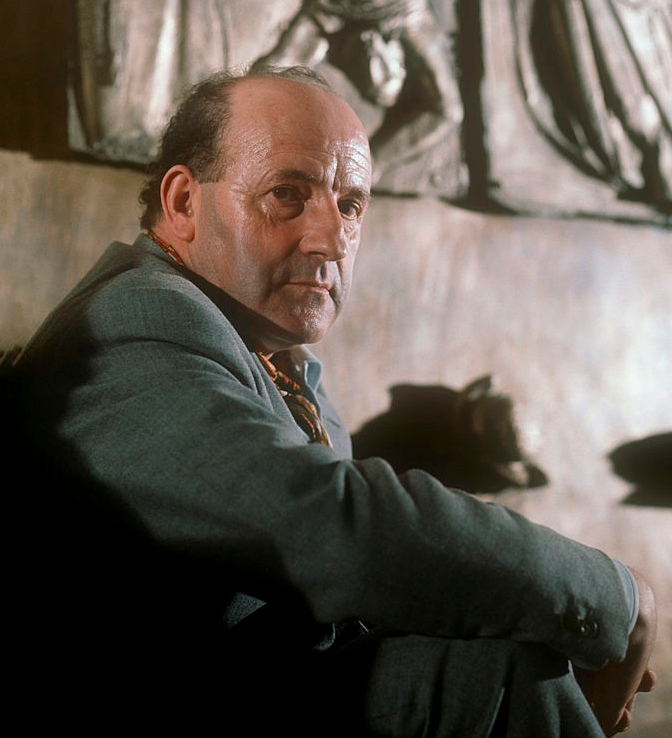
Giacomo Manzù, 1964

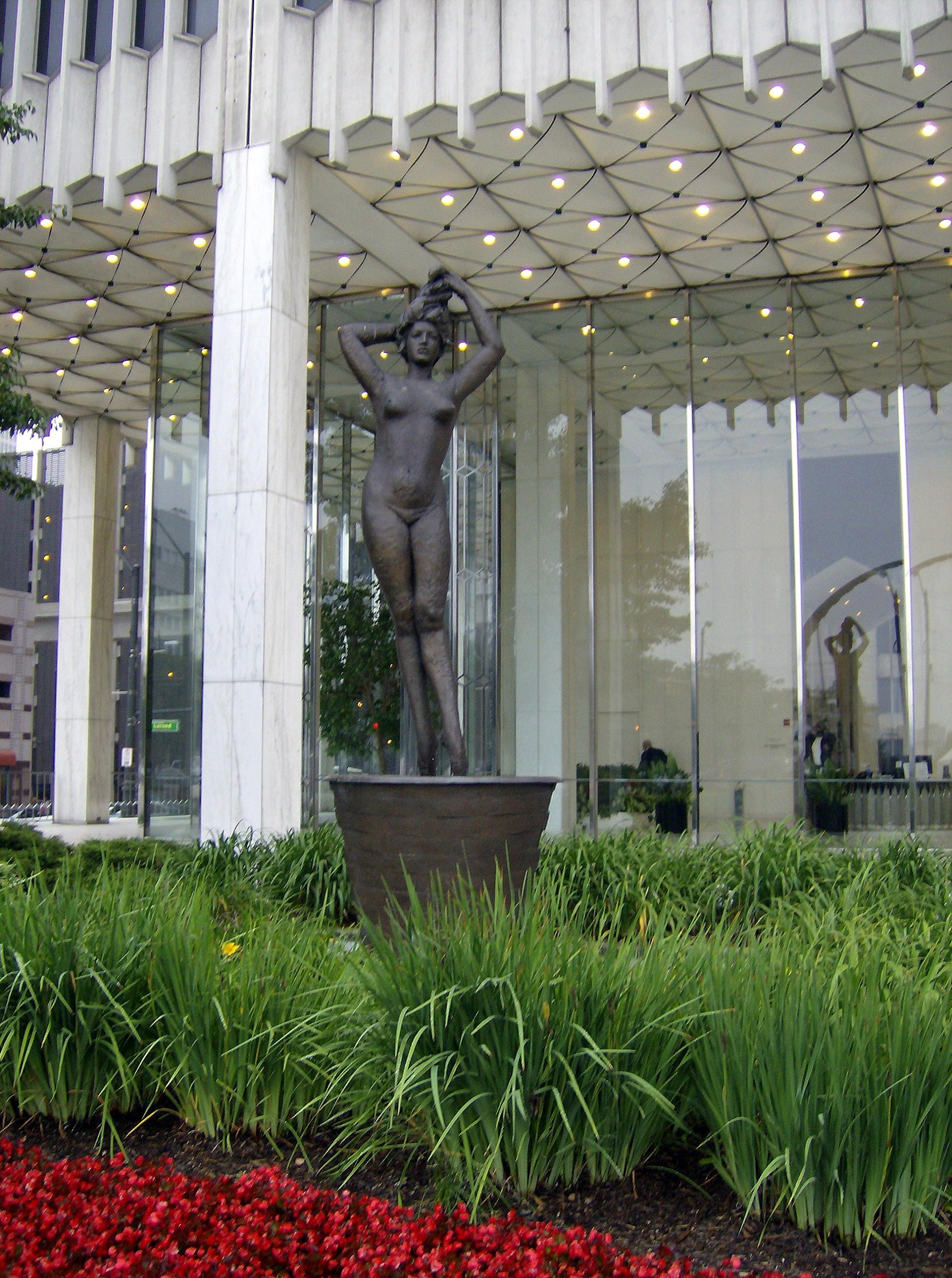
Passo di Danza, bronsskulptur av Giacomo Manzù vid Woodward Avenue I Detroit.

Giacomo Manzù, pseudonym för Giacomo Manzoni, född 22 december 1908 i Bergamo, Italien, död 17 januari 1991 i Rom, var en italiensk skulptör.

## Biografi

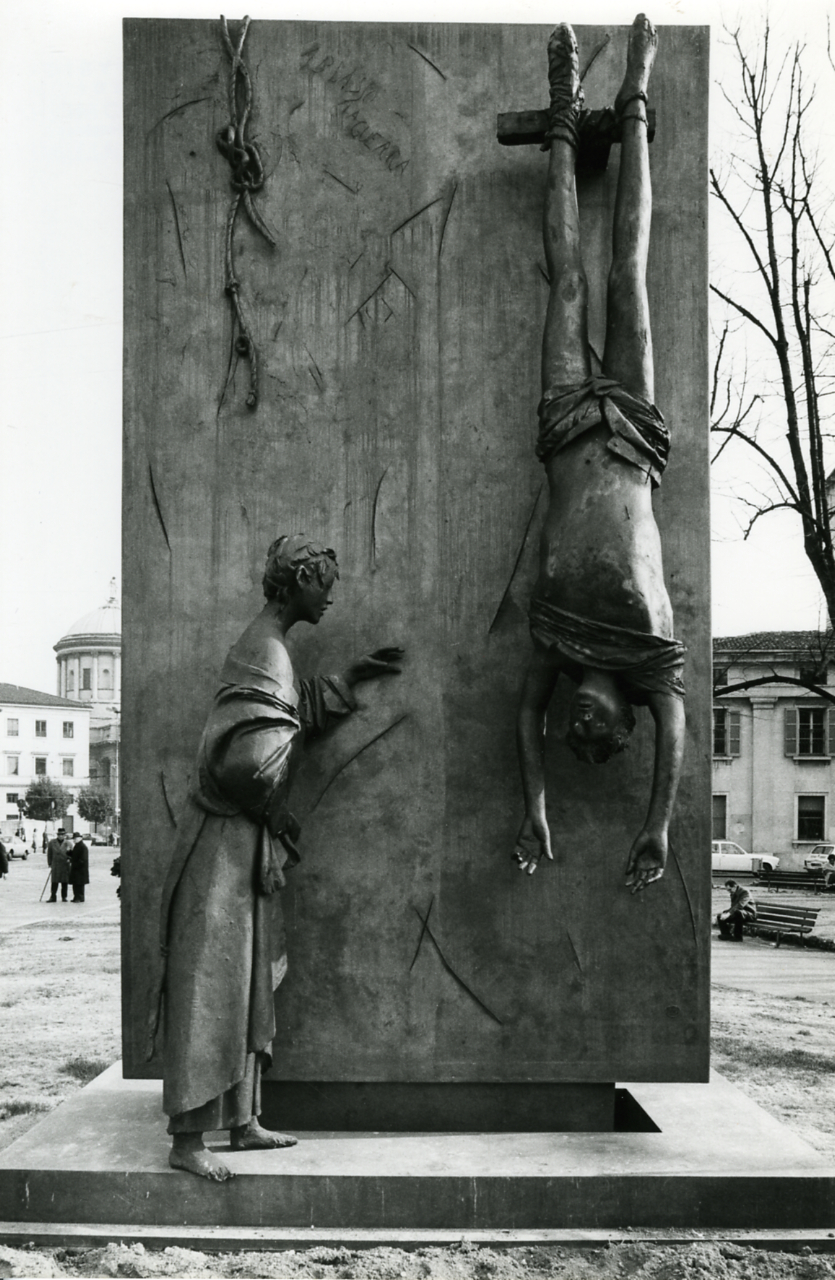
Monumento al partigiano (1977), Bergamo.

Manzù var son till en skomakare och självlärd i skulptur, även om han senare själv fick undervisa i ämnet. Han började arbeta med trä under sin militärtjänstgöring i Venetien 1928. Senare, efter en kort vistelse i Paris, flyttade han till Milano, där arkitekten Giovanni Muzio gav honom uppdrag att göra dekoration av kapellet i Università Cattolica del Sacro Cuore (1931-1932). År 1933 ställde han ut ett antal byster på Triennale di Milano, som gav honom nationell uppmärksamhet. 
År 1939 påbörjade Manzù en serie av bronsreliefer om Jesu Kristi död vilka ställdes ut i Rom 1942, men kritiserades av den fascistiska regeringen och de kyrkliga myndigheterna. Under andra världskriget flyttade Manzù till Clusone, men återvänder för att undervisa på Brera efter krigsslutet. Denna position innehade  han fram till 1954, varefter han fram till 1960 bodde i Salzburg. Här träffade han Inge Schabel, sin blivande hustru, som var modell för många porträtt tillsammans med sin syster Sonja. 
År 1964 avslutade han Porta della Morte för Sankt Peterskyrkan i Rom. Samma år flyttade han till Ardea, nära Rom, i en tätort som numera är omdöpt Colle Manzù till hans ära.
I slutet av 1960-talet började Manzù att arbeta även som scenograf och 1977 avslutade han Monumento al partigiano i Bergamo. Hans sista stora verk var sex meter hög skulptur mot ONU säte i New York, som invigdes 1989.
Manzùs verk har uppmärksammats av västerländska museer och samlare, men uppskattades även av den sovjetiska konstvärlden. Han var personlig vän till påven Johannes XXIII och hade viktiga liturgiska uppdrag för Vatikanen. I USA, gav arkitekten Minoru Yamasaki honom uppdrag att uppföra skulpturen Passo di Danza (danssteg) vid One Woodward Avenue-byggnaden i Detroit.

## Utmärkelser
- Guldmedalj: italiensk förtjänstorden för kultur och konst (1981)
- Lenin fredspris (1965)
- Knighthood: Order of Merit i Republiken Italien (1960)